# Aesma
Aesma (em avéstico: 𐬀𐬉𐬴𐬨𐬀; romaniz.: aēṣ̌ma; em avéstico antigo: 𐬀𐬉𐬱𐬆𐬨𐬀, aēšəma) é o nome do Jovem Avestá do demônio da "ira" do zoroastrismo. Já é atestado nos Gatas avésticos como aēšəma, embora ainda não — naquele estágio inicial — como uma entidade. A palavra tem uma raiz indo-iraniana, descendente da raiz protoindo-europeia *eis, tornando-a cognata com o latim īra. Nos textos zoroastristas dos séculos IX a XII, Aesma aparece como o persa médio ešm (𐭠𐭩𐭱𐭬) ou χešm (𐭧𐭩𐭱𐭬), continuando em pazende e persa novo como χašm (خشم). O Asmodeus do judaísmo (em hebraico: אַשְמְדּאָי; romaniz.: ʼšmdʼy) pode derivar do avéstico Aesma Daeva (aeshma.daeva). A palavra da língua georgiana para diabo — eχmaki — também deriva de Aesma.